# Martin Zorič
Martin Zorič (tudi Tine Zorič), slovenski inženir elektrotehnike, * 3. avgust 1928, Ljubljana, † 31. julij 2022, Maribor

## Življenje in delo
Leta 1955 je diplomiral na ljubljanski FE in 1980 doktoriral na zagrebški Fakulteti za elektrotehniko in računalništvo. Sprva se je zaposlil kot projektant elektrotehniških naprav v mariborski Hidromontaži. Od 1958 pa je predaval na Višji tehniški šoli v Mariboru, 1986-95 kot redni profesor. V znanstveno raziskovalnem delu se je ukvarjal z avtomatiko, linearnimi veznimi sistemi ter modeliranjem industrijskih procesov. V letih 1984−85 je bil predsednik Republiškega komiteja za vzgojo in izobraževanje ter telesno kulturo  SRS. Bil je med ustanovitelji študija tehnike na Univerzi v Mariboru. Sam ali v soavtorstvu je napisal več učbenikov s področja elektrotehnike. Za svoje delo je 1983 prejel Žagarjevo nagrado. Leta 1996 mu je Univerza v Mariboru podelila naslov zaslužni profesor.